# Johanniskapelle (Quedlinburg)

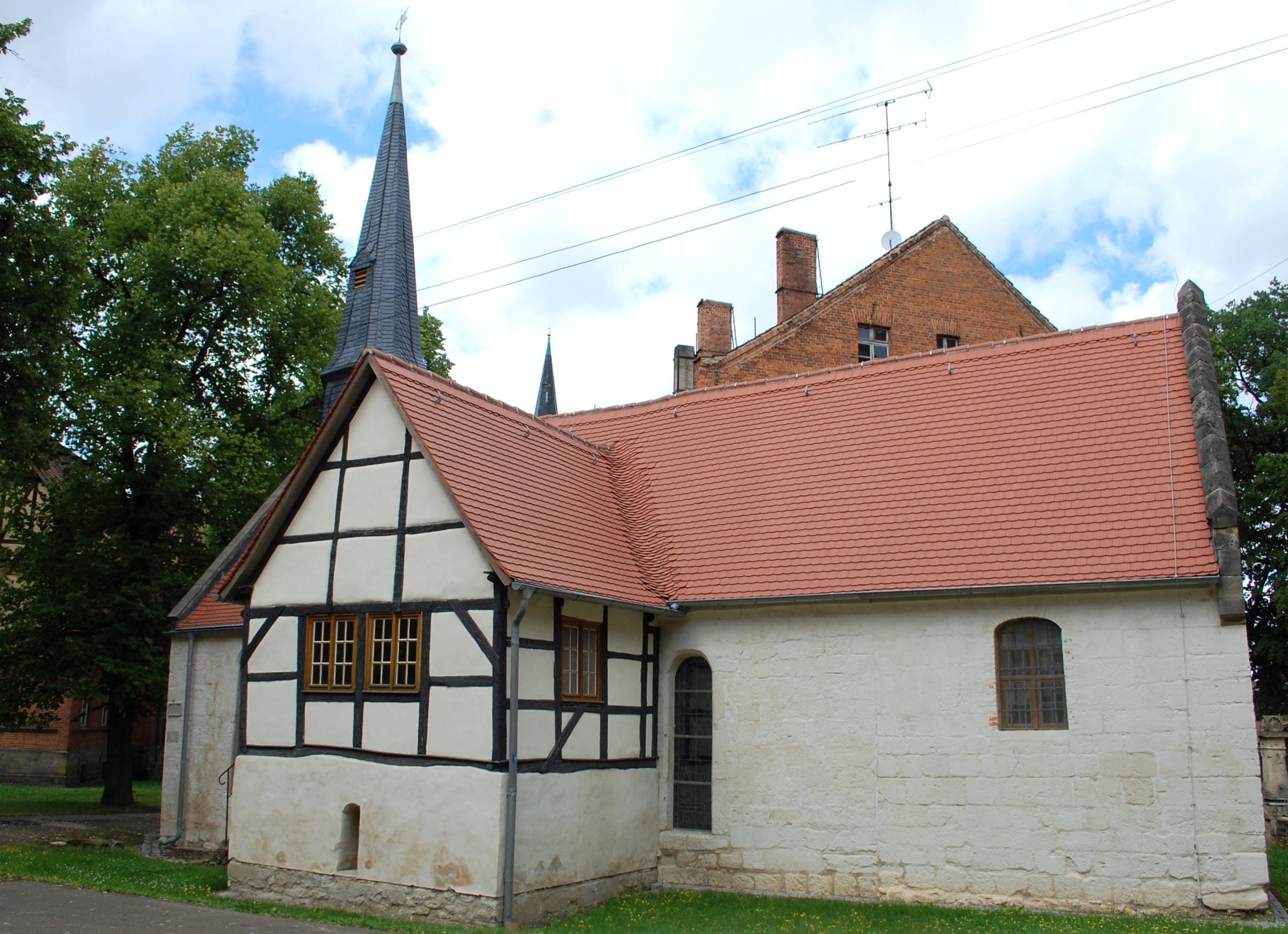
Johanniskapelle

Station auf dem Jakobsweg

Die Kapelle St. Johannis in Quedlinburg ist in ihrem Ursprung ein romanischer Bau. Sie schloss sich an das St.-Johannis-Hospital für Leprakranke und Aussätzige vor den Toren der Quedlinburger Altstadt an und wird daher auch Hospitalkirche St. Johannis genannt.
Seit 2003 ist die Kapelle eine Station der deutschen Verlängerung des Jakobsweges.

## Geschichte und Beschreibung
Zuerst 1229 urkundlich erwähnt, geht ihre Errichtung jedoch bis auf die zweite Hälfte des 12. Jahrhunderts zurück. In ihrer jetzigen Gestalt entspricht sie einer spätromanischen einschiffigen Dorfkirche von etwa 8,25 m Länge und 5,15 m Breite. Im Jahr 1704 ist im Westen eine trapezförmige Erweiterung des Chors angefügt worden. Nahe dem westlichen Giebel befindet sich ein Dachreiter. Er trägt die beiden ältesten Glocken der Stadt aus dem 13. Jahrhundert. Eine Glocke wiegt 60 kg, die andere 70 kg. Die Glocken werden selten geläutet. Sie dienen auch als Schlagwerk der Uhr.
An der Südseite wurde im 13. Jahrhundert eine Sakristei mit Kreuzgratgewölbe angefügt. Diese wurde wohl 1483, nach einer dendrochronologischen Untersuchung zumindest nach 1380, durch einen in Fachwerkbauweise errichteten Aufbau ergänzt.

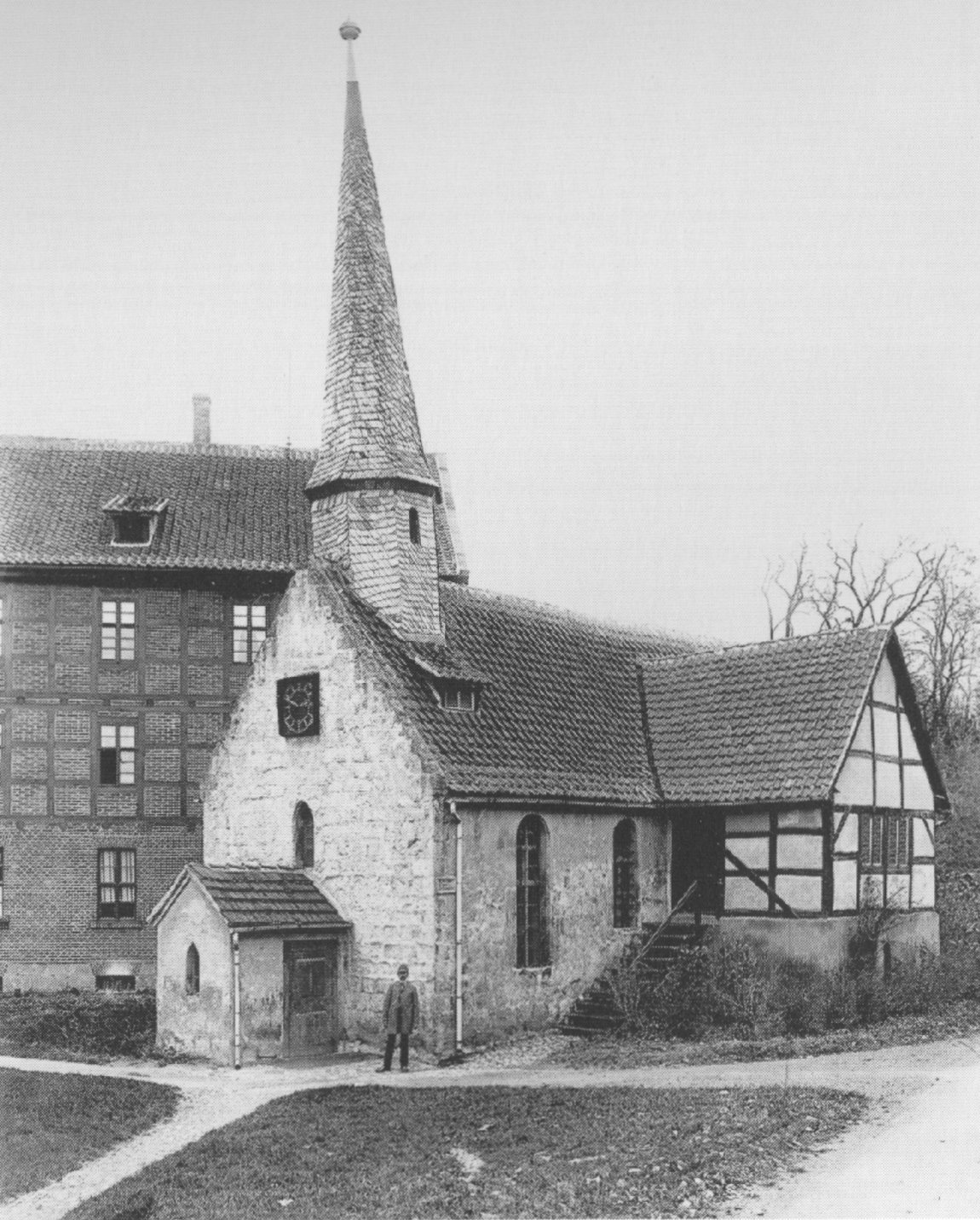
Johanniskapelle in der Zeit um 1900

Im Inneren der Kapelle finden sich Reste von Wandmalereien, die noch aus dem Mittelalter stammen. Abgeschlossen wird der Innenraum durch eine mit Malereien versehene Holztonnendecke. An der Nord- und Westseite befindet sich eine Empore. Die an der Südseite befindliche Loge wurde beim Umbau des Jahres 1704 eingefügt. In der Kirche steht ein dreiteiliger hölzerner Kanzelaltar aus dem Jahr 1725. Der Altar ist mit korinthischen Säulen und mit Akanthusschnitzwerk verziert. In seitlich eingefügten Muschelnischen befinden sich Figuren der Evangelisten. Das Kruzifix ist älteren Datums und stammt aus der Zeit um 1250.
Von 1843 bis 1848 war der Theologe Johann Christian Wallmann Pfarrer an der Johanniskapelle.
Die Kapelle ist im Quedlinburger Denkmalverzeichnis eingetragen. Das Gebäude ist das älteste im Stadtteil Süderstadt. Eine umfassende Sanierung erfuhr die Kapelle in den Jahren 2002 bis 2014. Der Dachreiter bekam im Herbst 2002 erstmals eine Wetterfahne aufgesetzt.
Seit dem Ende der Sanierung sowie der Aufgabe der benachbarten Johanniskirche als Gotteshaus wird die Kapelle wieder öfters genutzt. Besonders für Familienfeste wie Hochzeiten und Taufen bietet sich die Kapelle sehr gut an. Es finden in den Sommermonaten allmonatlich Friedensgebete und Buchlesungen in der Kapelle statt. Ebenfalls im Sommer bietet die evangelische Kirchengemeinde Quedlinburg einmal monatlich an einem Sonntag um 09.00 Uhr einen Gottesdienst an. In der Adventszeit finden an den ersten drei Montagen Adventsandachten statt. Auch am Heiligen Abend wird mindestens eine Christvesper angeboten. Ein Freundeskreis kümmert sich um die Öffnung des Gotteshauses sowie dessen Pflege.
Umgangssprachlich wird die Johanniskapelle auch als „Alte Johanniskirche“ und als „Süderstadt-Kapelle“ bezeichnet.